# 屋名池誠
屋名池 誠（やないけ まこと、1957年8月7日 - ）は、日本の日本語学者。慶應義塾大学名誉教授。上代から近代に至る、日本語の書字、特に仮名書きについて研究している。

## 経歴
職人の子として東京都墨田区に生まれる。
東京学芸大学附属高等学校を卒業後、東京大学文科三類に入学。時枝誠記の『国語学原論』に出会ったことを契機として日本語学を志す。1980年に東京大学文学部国語学専修課程を卒業した後、大学院に進み、1985年まで東京大学大学院人文科学研究科国語国文学専門課程に在籍した。
1985年に、昭和女子大学文学部専任講師となった後、1989年に大阪女子大学学芸学部専任講師に転じ、1992年に東京女子大学現代文化学部助教授となり、2001年には教授に昇任した。2008年に慶應義塾大学文学部教授に転じ、2010年から文学研究科委員となった。

## 著書
- 『横書き登場：日本語表記の近代』岩波書店〈岩波新書〉、2003年11月。ISBN 4-00-430863-1